# Школа ім. Миколая Коперника (Рівне)
Школа ім. Миколая Коперника — загальноосвітня школа в Рівному.

## Історія
Найбільша загальноосвітня школа, збудована у Рівному впродовж міжвоєнного періоду. Призначалась для обслуговування населення нової, східної, частини міста, зокрема, і району «Грабник». Збудована за проєктом інженера Сергія Німєнського у 1930 році.
Після завершення будівництва, до 1939 р., тут розмістилась початкова польська школа ім. М. Коперника і середня школа № 1, створена із реорганізованих Рівненської української гімназії і початкової української школи ім. Гетьмана Мазепи.
Сьогодні розташовується за адресою: вул. Миколи Хвильового, 7.
В будівлі працює Інститут мистецтв Рівненського державного гуманітарного університету.

## Архітектура
Окрім будинку школи, на території передбачалось розташувати житловий будинок директора (?), господарську будівлю, а також обов’язковий у той період майданчик для спортивних занять.
Кутове рішення двоповерхового мурованого (цегляного) шкільного будинку підкреслює значні розміри нової школи, сучасність і оригінальність архітектурно-просторового вирішення: крайні точки V-подібного об’єму закріплені блоками входу, сходової клітки та груп класних приміщень. Головний вхід, зорієнтований на вулицю Миколи Хвильового (у міжвоєнний період - Шемплінського), розташовується на головній осі, до якого справа і зліва примикають протяжні об’єми корпусів. Про прагнення забезпечити всесторонній розвиток школярів і сучасні умови навчання свідчать наявність в переліку приміщень спортивного залу з роздягальнями і душовими, виробничих майстерень, спеціалізованих кабінетів, кабінету лікаря.
Архітектурний образ будинку сформований під впливом стилістики польського конструктивізму.

## Галерея

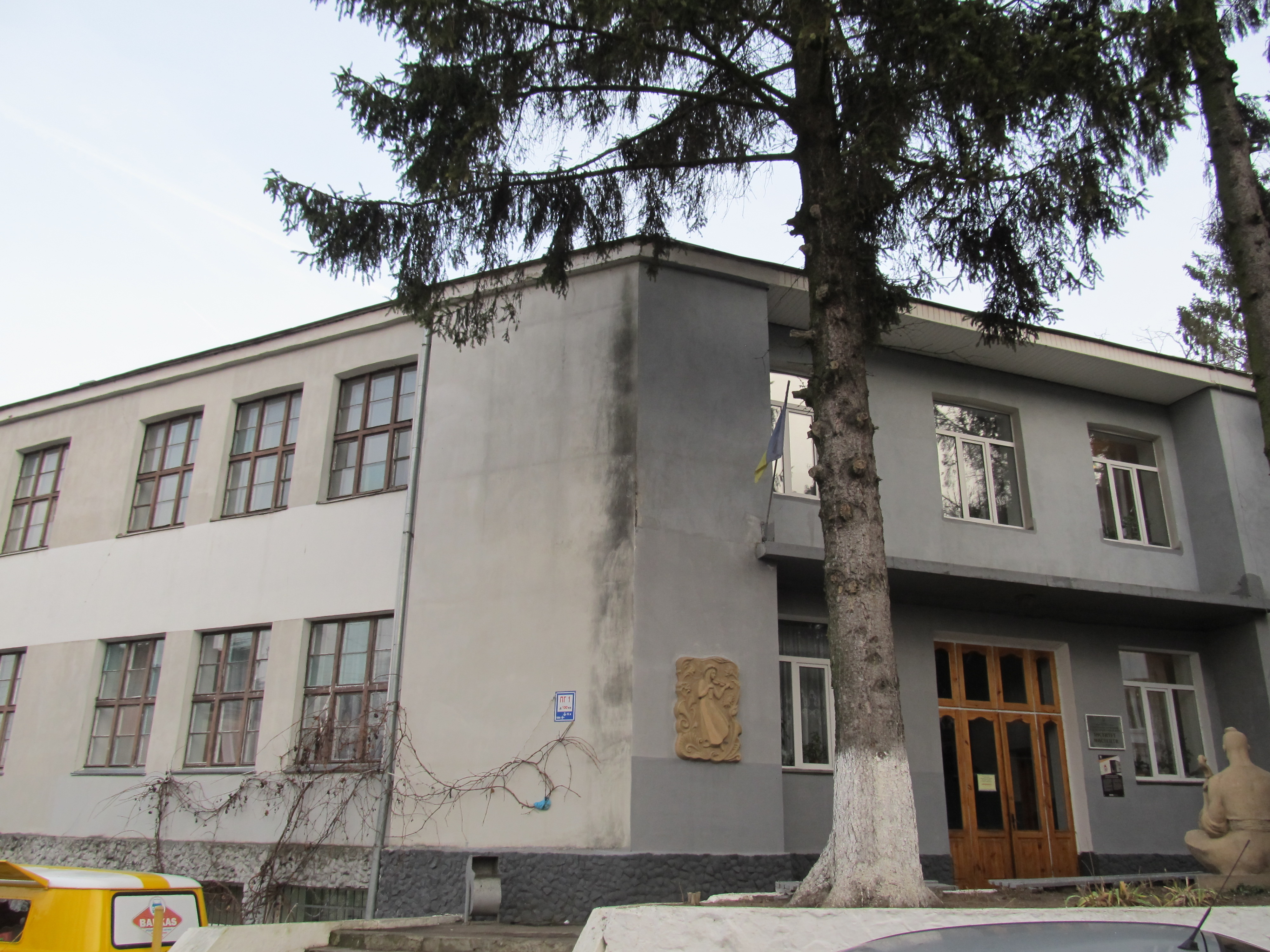
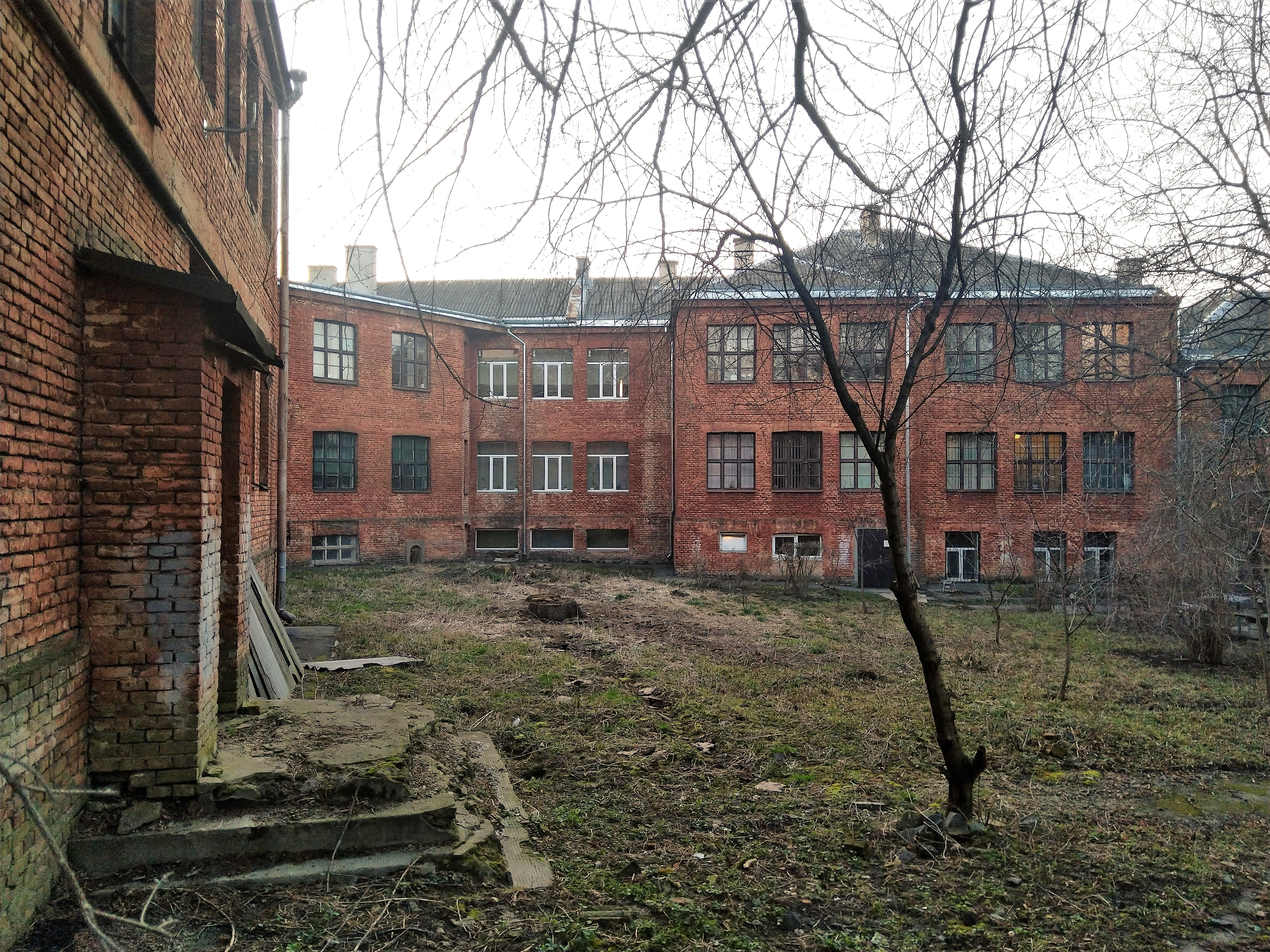
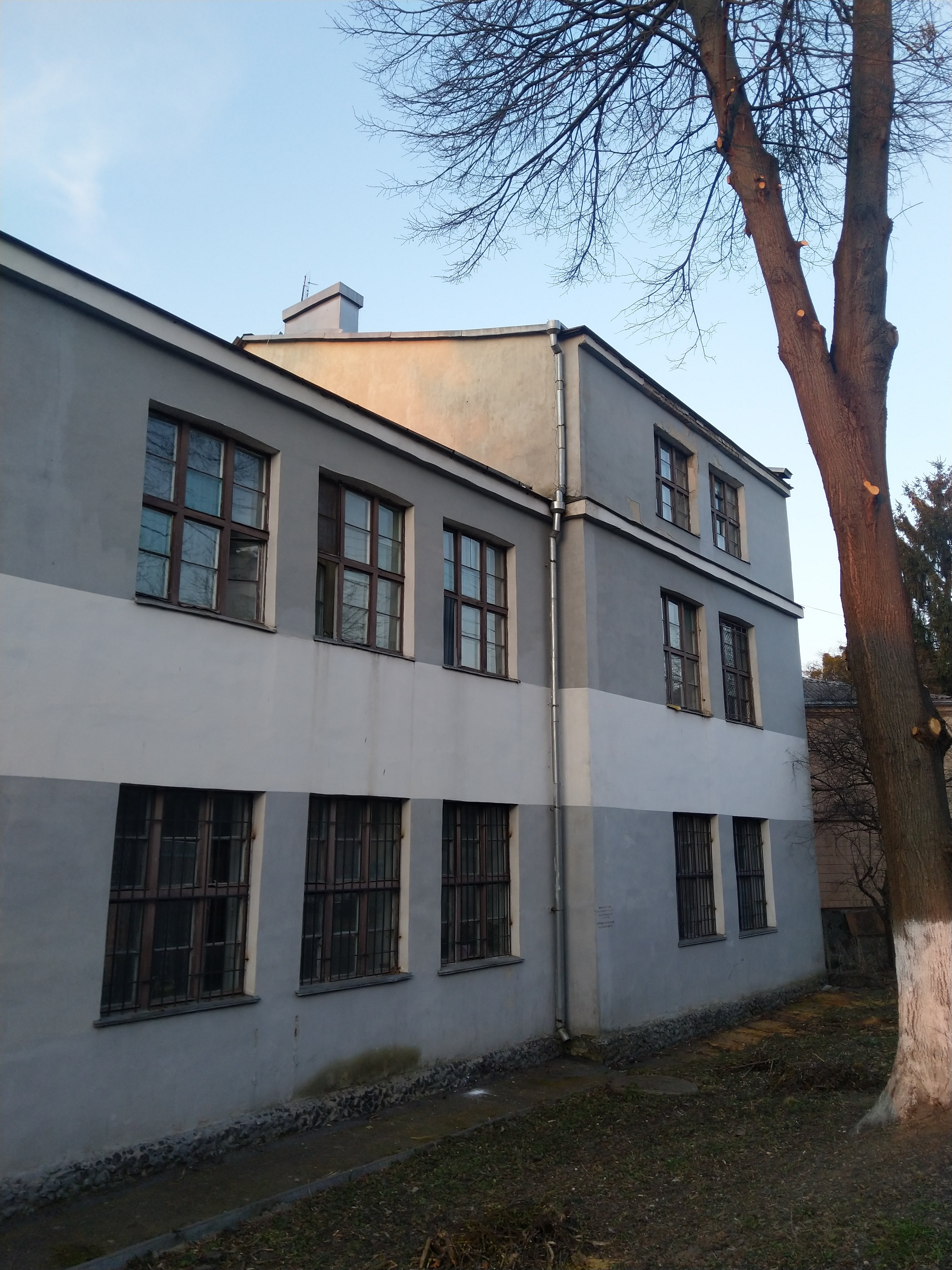
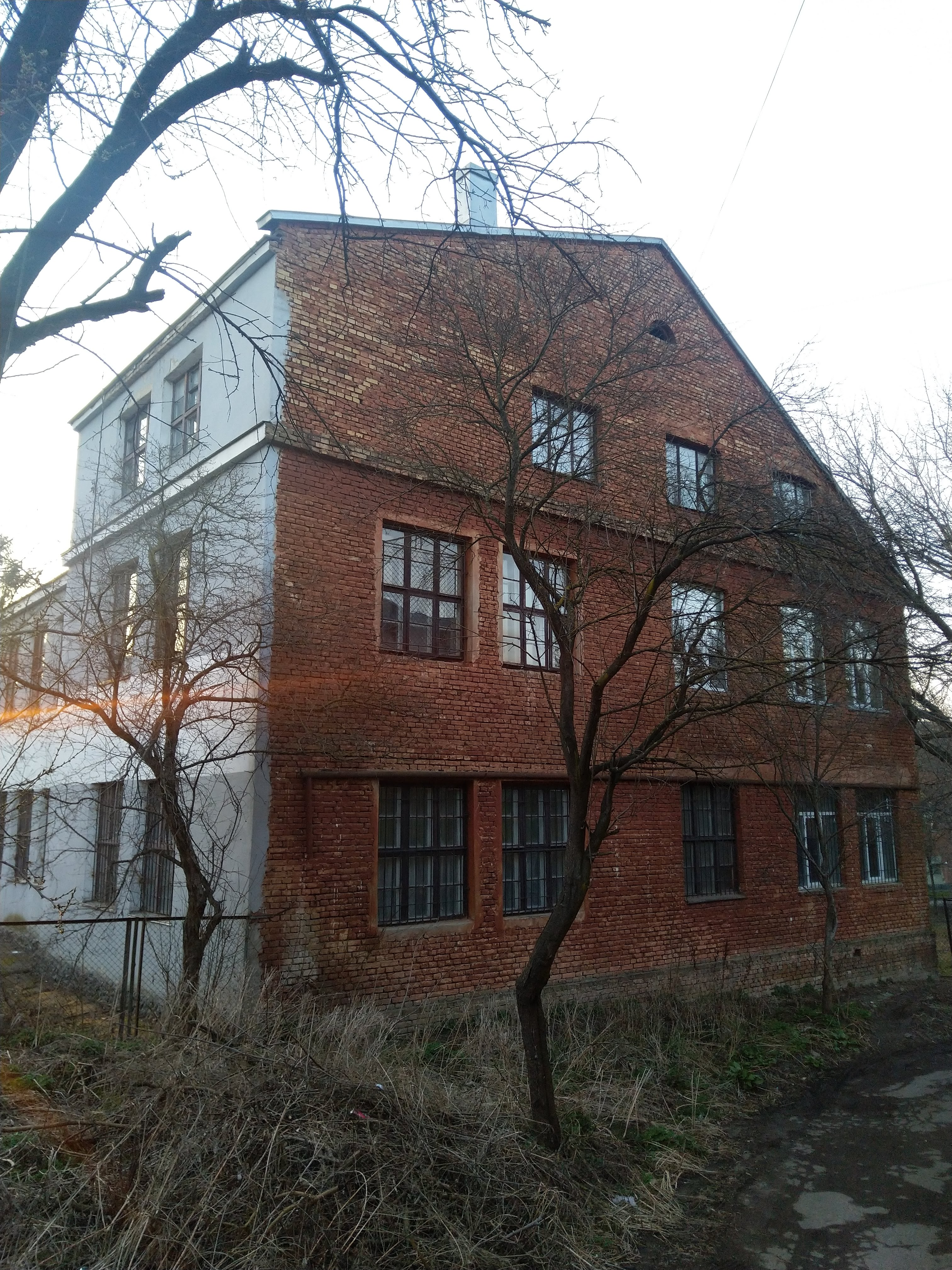
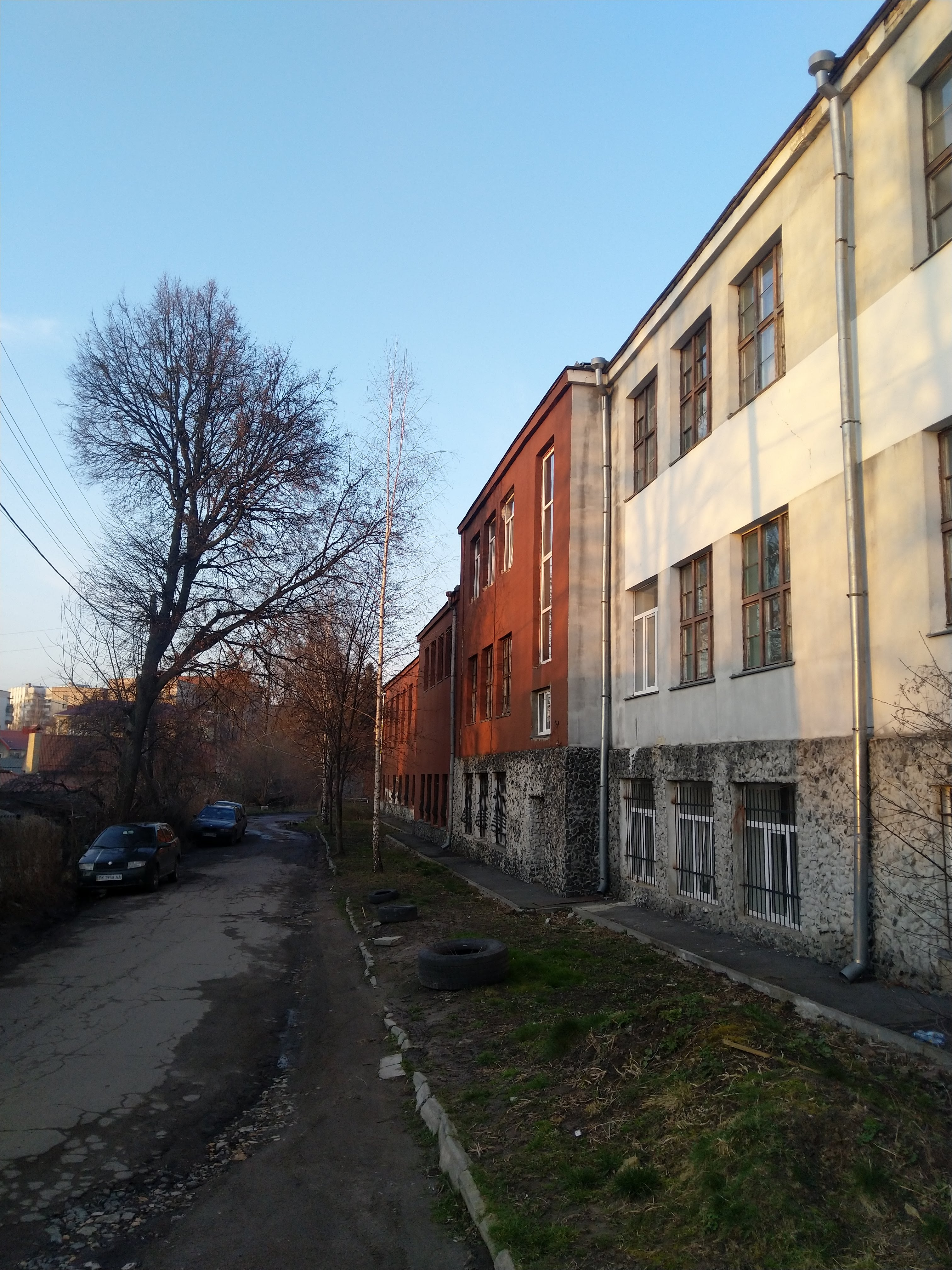
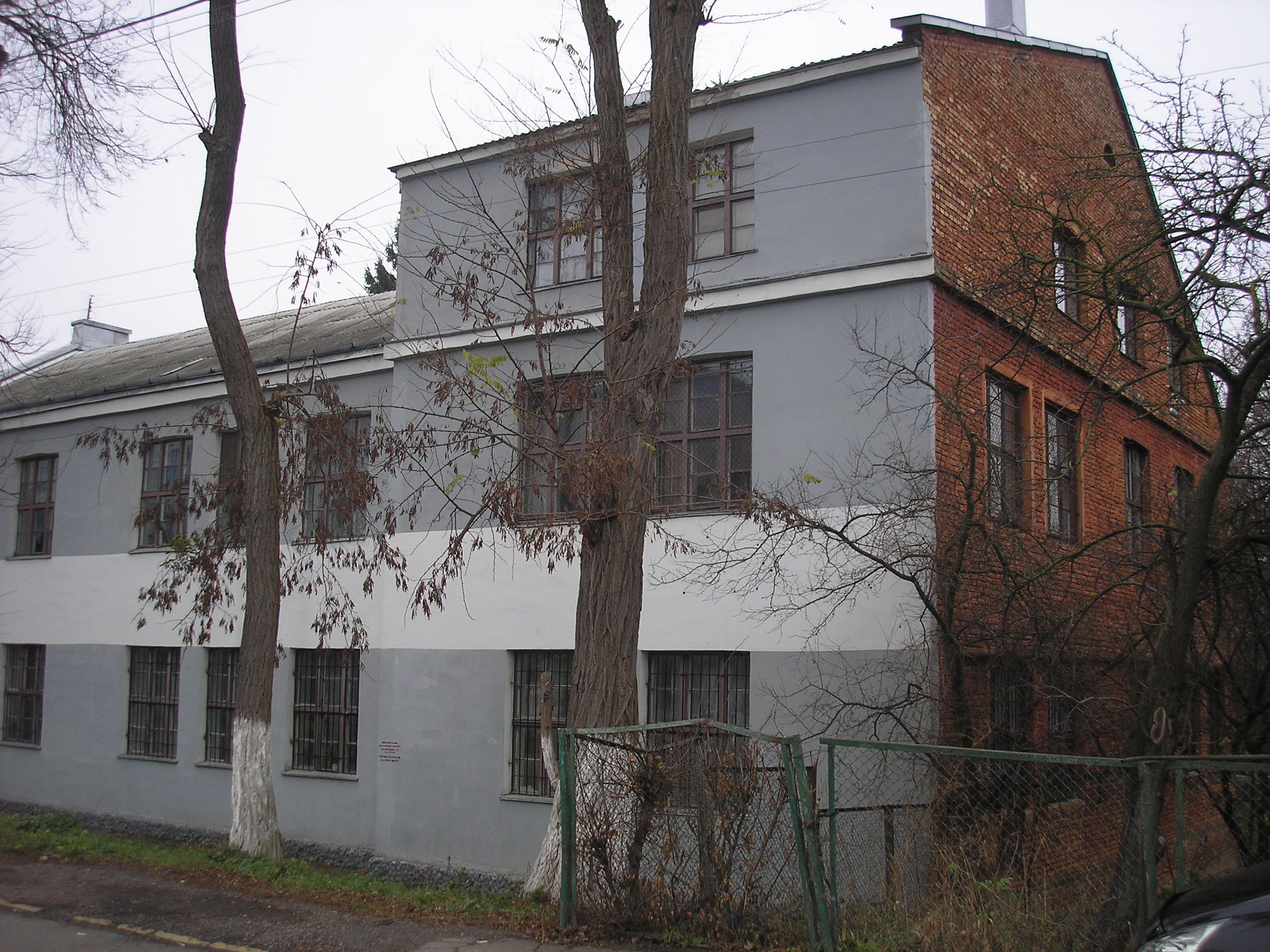
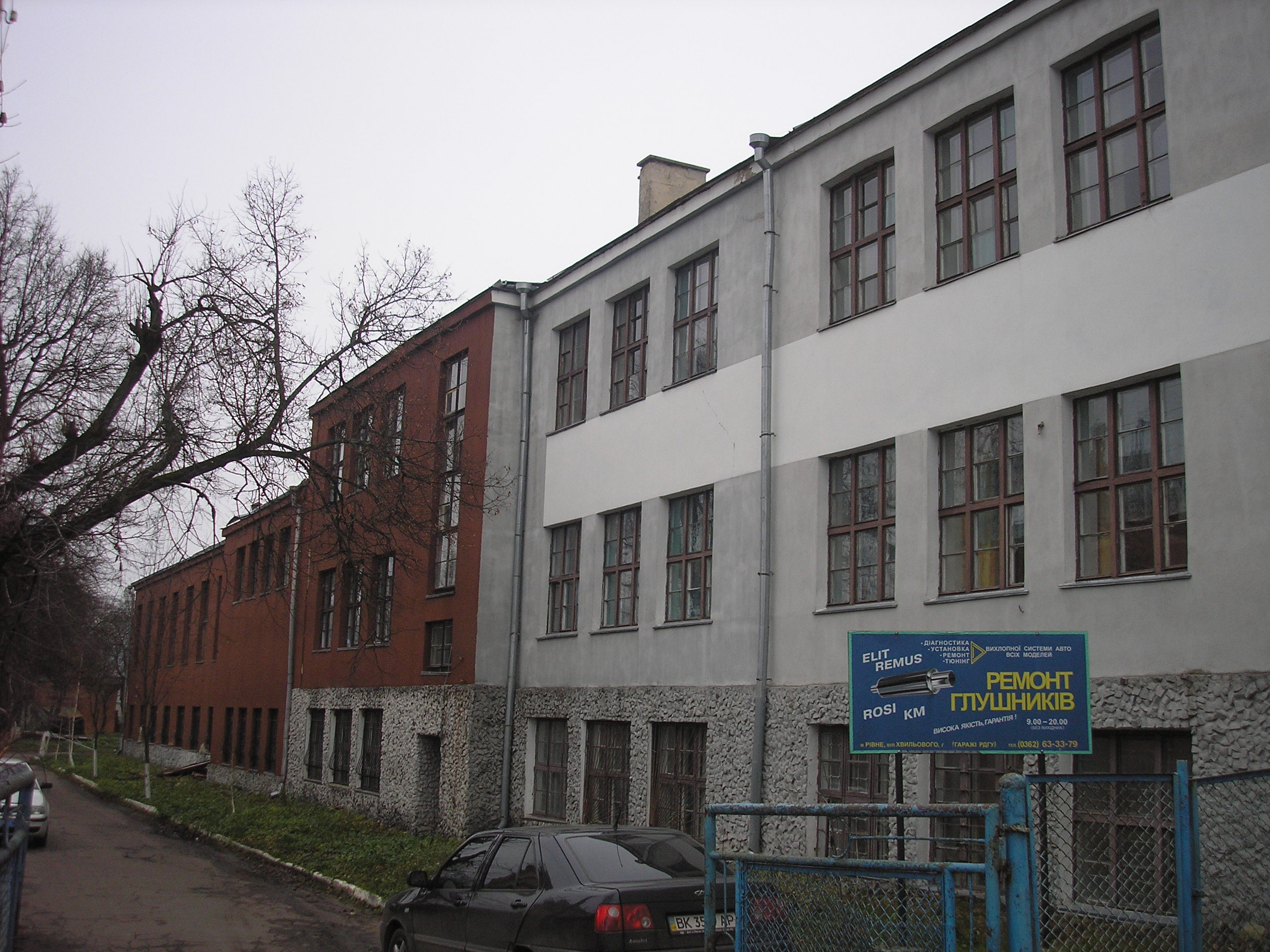